# Данелецкие
Данелецкие (пол. Danielecki) — дворянский род.
В прежнем Серадском Воеводстве оседлые, из коих Фома в 1771 году был полным владельцем имения Пукаржев, Пержаки и Мосты.

## Описание герба
В зелёном поле серебряный пояс, на котором два золотые виноградные листа, верхушками один к другому.
В навершии шлема три страусовые пера.